# Theodor Haraldsson
Theodor Jan Haraldsson (művésznevén: Theo, korábban: Theoz, Linköping, 2005. július 17. – ) svéd énekes, influenszer, táncos és színész, a Melodifestivalen döntőjének résztvevője 2022-ben és 2023-ban.

## Pályafutása
Karrierje 2016-ban indult, amikor a Musical.ly platformra Theoz néven kezdett el videókat közzétenni. 2020-ban megkapta a főszerepet a Rymdresan című filmben Robert Gustafsson mellett. 2021-ben a Lotta på Lisebergben mutatta be a zenéjét, amelyet a TV4 közvetített.
Haraldsson először 2022-ben vett részt a svéd eurovíziós válogatóműsorban. Ekkor a Som du vill című dalt adta elő. 2022. február 5-én az első válogatóban szerepelt, ahonnan továbbjutott a verseny elődöntőjébe, onnan pedig a döntőbe. A március 12-én rendezett döntőben 65 pontot szerzett (39-et a nemzetközi zsűritől, míg 26-ot a közönségtől kapott), így összesítésben a hetedik helyen végzett.
2022. november 30-án jelentette be az SVT, hogy az énekes ismét bejutott a versenydalával a Melodifestivalen következő évi mezőnyébe. A Mer av dig című versenydalát először a február 11-én rendezett második elődöntőben adta elő Linköpingben. Dala a szavazás első fordulójából továbbjutott a március 4-i vigaszágas szavazásra, majd onnan a döntőbe, ahol a szavazáson 78 pontot sikerült összegyűjtenie (42-t a nemzetközi zsűriktől és 36-ot a nézőktől kapott), mellyel összesítésben az ötödik helyen végzett.

## Diszkográfia

### Kislemezek
- 2018: Het
- 2022: Som du vill
- 2022: Julmusiken
- 2023: Mer av dig
- 2023: Bara lite grann (Sommar igen)
- 2023: Någon annan
- 2024: Dagar som aldrig tar slut
- 2024: Vill va honom
- 2025: Närmare då